# Lasse Sigdal
Lasse Sigdal (født 27. juli 1973 i Roskilde) er en dansk tidligere fodboldspiller, hvis primære position er på den offensive midtbane og sekundært som angriber.

## Spillerkarriere
Han begyndte som ungdomsspiller i Himmelev-Veddelev Boldklub, før han som 12-årig flyttede til Brøndby IF, hvor han samtidig startede sin seniorkarriere. I 1998/99-sæsonen? kom han til den daværende Superliga-klub B.93 og fik spillet atten kampe og scoret to mål i Superligaen for klubben, som han efterfølgende rykkede ned til 1. division med. Efter et 3½-årigt ophold i klubben kom han i 2001 til Farum Boldklub på dette tidspunkt beliggende i den næstbedste række, men skiftede i 2002 til Boldklubben Skjold. Efter et kort ophold hos HIK, hvor han bl.a. var med til at vinde 2. division, vendte han i juli 2004 tilbage til Boldklubben Skjold. 
I vinterpausen 2005/06 skiftede midtbanespilleren fra Boldklubben Skjold til Boldklubben Søllerød-Vedbæk før han i vinterpausen 2006/07 skiftede til FC Roskilde på en amatørkontrakt. Han debuterede for FC Roskilde den 1. april 2007 på hjemmebane mod Holbæk B&IF. Hans tidligere klubber som seniorspiller indluderer endvidere Brøndby IF, Ølstykke FC og RB 1906.

## Personlige forhold
Han er søn af den tidligere fodboldspiller Per Holger Jensen (født 1937), der spillede flere U- og B-landskampe, og blandt andet var med i bruttotruppen op til OL i 1960. Han spillede for B 1901.

## Ekstern kilde/henvisning
- Spillerprofil hos fc-roskilde.dk (Webside ikke længere tilgængelig)